# Précession du périastre

Illustration du phénomène de précession du périastre : le périastre (en bleu) et la ligne des apsides tournent dans le plan de l'orbite au cours du temps.

Les planètes en orbite autour du Soleil suivent des trajectoires elliptiques (ovales) qui tournent dans le temps (précession absidale). La plupart des orbites du système solaire ont une excentricité beaucoup plus faible et une précession beaucoup plus lente, ce qui les rend presque circulaires et stationnaires. Dans cette visualisation, l'excentricité d'une telle ellipse et le taux de précession de l'orbite sont exagérés.

En astronomie, la précession du périastre est le phénomène selon lequel un corps en orbite autour d'un autre (par exemple une planète autour d'une étoile) voit l'ellipse décrivant sa trajectoire tourner lentement dans le plan orbital de l'objet. Cela se traduit par le fait qu'au cours des révolutions successives de l'objet, la direction décrite par la droite passant par le corps central et le corps en orbite au moment où ils sont les plus proches (le périastre) n'est pas fixe, mais varie lentement. En astronautique, on parle également de précession apsidale pour décrire ce phénomène, à savoir le déplacement du périgée (périapse) d'une orbite elliptique.
La précession du périastre peut être due à de nombreuses causes. Elle peut entre autres se produire :
- si le corps central n'est pas à symétrie sphérique mais légèrement aplati ; le potentiel gravitationnel généré par le corps central ne décroît alors pas exactement comme celui d'un corps sphérique avec la distance, causant une précession ;
- si d'autres corps orbitent autour du corps central ; la force gravitationnelle exercée sur le corps en orbite peut l'amener à présenter le phénomène de précession du périastre ;
- en raison d'écart au mouvement képlérien résultant de la relativité générale (voir Avance du périhélie de Mercure).

Dans le système solaire, c'est la planète Mercure qui connaît la précession du périastre la plus importante, de l'ordre de 560 secondes d'arc par siècle. La plus grosse partie de cette précession est due aux perturbations causées par les autres planètes du système solaire, notamment Vénus et Jupiter. Il existe cependant une précession résiduelle de 43" par siècle, connue dès la seconde moitié du XIXe siècle. Il a un temps été envisagé de l'expliquer par un léger aplatissement du Soleil, mais cette hypothèse a dû être abandonnée, l'observation directe de celui-ci ne montrant pas d'aplatissement suffisant pour pouvoir causer une telle précession. Autre hypothèse envisagée, l’existence d’une planète orbitant à l’intérieur de l’orbite de Mercure, et dont l’influence gravitationnelle aurait induit l'écart observé. Mais une telle planète ne fut jamais découverte, et il est aujourd'hui admis qu’elle n'existe pas. C'est finalement Albert Einstein qui expliqua fin 1915 cette précession résiduelle du périhélie de Mercure dans le cadre de la toute nouvelle théorie de la relativité générale qu'il venait de découvrir. Ce fut d'ailleurs la première confrontation de la relativité générale à l'observation.
La précession relativiste du périastre est un exemple de paramètre post-képlérien. Pour le pulsar binaire PSR B1913+16, elle est de l'ordre de 4 degrés par an, et moitié moins pour PSR B1534+12. Pour le pulsar double PSR J0737-3039, elle atteint les 16 degrés par an.